# 탄원하는 여인들 (아이스킬로스)
《탄원하는 여인들》(고대 그리스어: Ἱκέτιδες, Hiketides)은 고대 그리스의 비극 시인인 아이스킬로스가 쓴 고대 아테네 비극이다. 기원전 463년경에 공연된 것으로 추정된다. 다나오스 딸들의 운명을 주제로 다룬 “다나오스 3부작”의 첫 번째 비극이다. 나머지 두 작품은 《아이귑토스의 아들들》과 《다나오스의 딸들》이다.

## 배경
이오의 자손 아이깁토스와 다나오스는 각각 아들 50명, 딸 50명을 낳았다. 아이깁토스의 아들들은 사촌인 다나오스의 딸들에게 청혼했고, 이를 싫어한 다나오스의 딸들은 아르고스로 도망친다. 극은 이집트 나일강 하구에서 아버지인 다나오스와 함께 배를 타고 도망쳐 아르고스 해변에 상륙한 다나오스 딸들의 탄원하는 코로스로 시작한다.
이 작품에서 이오는 문명과 야만의 경계를 오가는 인물이다. 문명 세계 아르고스 출신인 그녀는 제우스 신과 사랑을 나누다가 헤라 여신이 보낸 쇠파리에 쫓겨 야만인의 나라 이집트로 가게 된다. 가무잡잡한 피부를 가진 이집트의 아이깁토스 아들들은 검은색을 칠한 배를 타고 다나오스의 딸들을 추격한다. 아르고스인들에 따르면 그들은 오만하고 호전적이며 간교하고 불경스런 야만인들이다. 야만인들은 탄원하는 여인들을 추격하고 문명 세계 아르고스의 왕 펠라스고스는 백성들의 동의를 받아 그들을 보호하기로 결심한다. 아르고스와 이집트를 두고 적용된 문명과 야만의 대립이 작품 전반에 걸쳐 나타난다.

## 등장 인물
- 다나오스 - 벨로스와 안키노에의 아들, 아이깁토스의 쌍둥이 형제
- 코러스 - 다나오스의 딸들로 구성
- 펠라고스 - 아르고스의 왕
- 아이귑토스의 아이들의 전령
- 다나오스 딸들의 시녀들